# Heinrich Gustav Plitt (Politiker, 1777)
Heinrich Gustav Plitt (* 8. September 1777 in Neukirchen (Mecklenburg); † 5. Juni 1841 in Lübeck) war Ratsherr der Hansestadt Lübeck.

## Leben
Plitt war Sohn des ursprünglich aus dem hessischen Wetter stammenden Pastors Johann Herbold Plitt (1732–1807) in Neukirchen, heute Teil von Klein Belitz, einem Förderer des mecklenburgischen Kartoffelanbaus. Im Alter von 15 Jahren begann er eine kaufmännische Ausbildung bei dem Kaufmann Daniel Jacobj in Lübeck, dessen älteste Tochter Sophia Friederika er 1803 ehelichte. Ihr jüngerer Bruder Johann Daniel Jacobj war sein Schwager. In der Lübecker Franzosenzeit war er 1811 Kontrolleur des Octroy, also der Akzise. 1817 wurde er aus den Reihen der Schonenfahrer in den Lübecker Rat gewählt und war dort als Ratsherr Mitglied der Wette, des Finanzdepartements und des Militärdepartements.
Plitt war Kirchenvorsteher in St. Petri. Er war einer der Mitbegründer der Deutschen Lebensversicherung (1828) und machte sich um die Schifffahrtsverbindung zwischen Lübeck und St. Petersburg verdient.
Sein Sohn Heinrich Gustav Plitt war ebenfalls Senator der Stadt, ein weiterer Sohn Karl Gustav Plitt wurde Pastor an St. Georg in Lübeck-Genin und verfasste die Biographie seines Vaters. Dessen Sohn Gustav Leopold Plitt wurde Professor für Kirchengeschichte in Erlangen.